# 38828 van 't Leven
38828 van 't Leven este o planetă minoră (asteroid) din centura de asteroizi. A fost descoperită pe 4 septembrie 2000 la Stația Anderson Mesa de Lowell Observatory Near-Earth-Object Search. 
Obiectul prezintă o orbită caracterizată de o semiaxă mare de 2,1254215 UAi, o excentricitate de 0,07, o înclinație de 2,68224 ° în raport cu ecliptica.